# Кристиан II (Олденбург)
Кристиан II фон Олденбург († 1233) е от 1209 г. до смъртта си граф на Олденбург.

## Биография
Той е син на граф Мориц I фон Олденбург (1145 – 1209) и съпругата му Салома фон Хохщаден-Викрат, дъщеря на граф Ото II фон Викрат.
През 1209 г. заедно с брат му Ото I († 1251) последват баща си на трона. Кристиан II участва в множество битки с братовдчеди и с графовете на Хоя.

## Фамилия
Кристиан II се жени за Агнес фон Алтена-Изенберг, дъщеря на граф Арнолд фон Алтена. Те имат децата:
- Йохан I (* ок. 1204; † ок. 1270), граф на Олденбург-Делменхорст, женен за Рихца фон Хоя, дъщеря на граф Хайнрих II
- Ото фон Олденбург (* ок. 1204, † ок. 1285); абат на манастир Св. Павел пред Бремен